# Комунікабельність

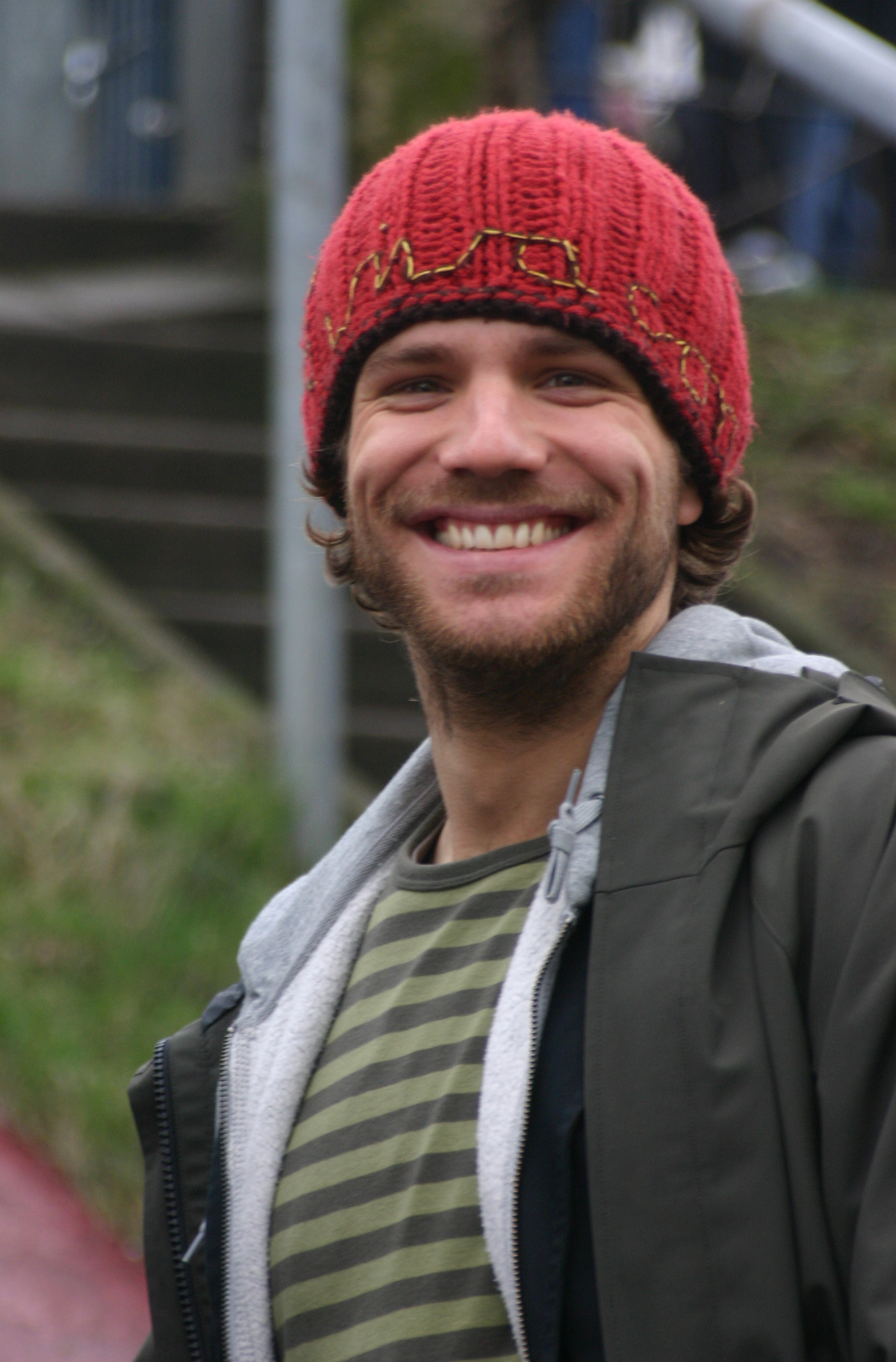
Усмішка, що виражає доброзичливість, є одним з атрибутів комунікабельної успішної людини.

Комунікабельність (від лат. commūnicābilis — з'єдную, повідомляю) — здатність людини до спілкування, до встановлення соціальних зв'язків, контактів, до плідної взаємодії з іншими людьми.
У психології спілкування — уміння налагоджувати контакти, здатність до конструктивного спілкування з іншими людьми. Комунікабельність є однією з визначальних навичок успішної соціальної взаємодії, що зачіпає як професійні, так і особистісні відносини. Комунікабельність є однією з найважливіших особистісних якостей у професіях, що передбачають активне спілкування з іншими людьми. Наприклад, менеджер зі збуту, фахівець зі зв'язків із громадськістю, управитель персоналом. Одна з рис успішної взаємодії — неупередженість у ставленні до чужих поглядів. За Тесвальдом і Пуном (Tjosvold і Poon) неупередженість є психологічною концепцією, згідно з якою люди розглядають погляди і знання інших людей, «при цьому розуміючи, що інші повинні бути вільні у вираженні своїх поглядів, і що значення знань інших людей має бути визнане». Неупередженість може мати різні форми. Існують аргументи, згідно з якими учителі в школах повинні більше акцентувати увагу на неупередженому ставленні до науки, ніж на одному тільки релятивізмі, бо це не єдиний підхід, прийнятий у науковому співтоваристві. Неупередженість, зазвичай, уважають важливим особистим атрибутом для ефективної участі людини в топменеджменті та інших робочих групах.